# 덩차오
덩차오(한국어: 등초, 중국어: 鄧超, 1979년 2월 8일 ~ )는 중국의 배우이다.

## 출연 작품
- 적인걸 : 측천무후의 비밀
- 미인어